# Гоулдъндейл
Гоулдъндейл (на английски: Goldendale) е град в окръг Кликитат, щата Вашингтон, САЩ. Гоулдъндейл е с население от 3760 жители (2000) и обща площ от 6,1 km². Намира се на 499 m надморска височина. ЗИП кодът му е 98620, а телефонният му код е 509.